# Progressive Retinaatrophie
Die progressive Retinaatrophie (PRA) ist ein langsam fortschreitendes Absterben der Netzhaut von Hunden und – weniger häufig – Katzen. Sie ist eine erbliche, letztlich zur Erblindung beider Augen führende Erkrankung. Die degenerativen Prozesse beginnen im Bereich der Photorezeptoren und dehnen sich im Verlauf der Erkrankung auf die gesamte Netzhaut aus. Trotz des ähnlichen klinischen Erscheinungsbildes kann der Symptomatik eine Vielzahl verschiedener Ursachen zugrunde liegen.
Die progressive Retinaatrophie entspricht der Retinopathia pigmentosa des Menschen.

## Verbreitung
Die Erkrankung betrifft verschiedenste Hunderassen und deren Mischlinge. Sie wurde nachgewiesen bei Chihuahua, Zwerg- und Kleinpudel, Amerikanischem Cocker, Englischem Cocker, Portugiesischem Wasserhund, Labrador Retriever, Samojede, English Setter, Rauhaar- und Langhaardackel, Tibet-Terrier, Tibet Spaniel, Akita Inu, Siberian Husky, Afghane, Australian Cattle Dog, Malinois, Bernhardiner, Border Collie, Cavalier King Charles Spaniel, Chesapeake Bay Retriever, Collie, English Springer Spaniel, Entlebucher Sennenhund, Golden Retriever, Irish Setter, Irish Terrier, Malteser, Mastiff, Nova Scotia Duck Tolling Retriever, Riesenschnauzer, Rottweiler, Saluki, Sloughi, Pyrenäenberghund, Bologneser, Neufundländer, PON, Saarlooswolfhund, Scottish Terrier, Schapendoes, Do Khyi, Sheltie, Yorkshire Terrier, Zwergspitz sowie Kreuzungen zwischen Spaniels und Pudeln.
Bei Katzen sind die Rassen Somali und Abessinier betroffen.

## Ursache
Die Ursache liegt in den meisten Fällen in einem autosomal-rezessiv vererbten Gendefekt. Bei Mastiffs ist eine dominant vererbte Form beschrieben. Huskys und Samojeden bilden eine ans X-Chromosom gebundene Variante aus.

## Behandlung
Bis heute gibt es keinerlei Medikamente oder operative Maßnahmen, um die PRA zu heilen. Hunde, die an der PRA erkranken, erblinden fast immer. Bei der X-Chromosom-basierten Form der PRA konnte eine Gentherapie den zunehmenden Verlust an Photorezeptoren stoppen, diese Behandlung ist aber noch im experimentellen Stadium.

## Genetischer Nachweis
Für eine Reihe von Hunderassen ist ein Gentest zum Nachweis der PRA verfügbar. Dazu gehören Irish Setter, Welsh Corgi, Sloughi, Bullterrier, Mastiff und Bullmastiff.